# 喜界島方言
喜界島方言（きかいじまほうげん）または喜界方言（きかいほうげん）は鹿児島県奄美群島の喜界島で話される方言（言語）である。琉球諸語（琉球語、琉球方言）に属す。エスノローグでは喜界語（きかいご）（Kikai language） としている。現地では「シマユミタ」と呼ばれる。

## 系統的位置
喜界島方言の系統的位置には議論がある。中本正智は、喜界島北部方言は奄美大島方言・徳之島方言と、喜界島南部方言は与論島方言・沖永良部島方言とそれぞれ同じグループであるとする。一方、ローレンス・ウエインは、喜界島方言が一つの方言区画を成すとする。

## 下位区分
喜界島は、その面積の割に、地区による方言の差が著しい。大きく北部方言と南部方言に分かれ、北部方言では中舌母音が現われるが、南部方言では現れない。
中本(1976)による下位区分。
- 喜界島北部方言--小野津・志戸桶・塩道
- 喜界島南部方言--上記以外の集落
  - 表方言--湾・中里など
  - 裏方言--花良治・阿伝など

## 音韻・音声

### 音韻
短母音は、北部の小野津・志戸桶で/i, ɪ, u, a/の4つ、中・南部の塩道・阿伝・上嘉鉄・坂嶺・湾・荒木で/i, a, u/の3つである。ɪはïと表記されることもあるが、中舌性は弱い。長母音は、北部の小野津・志戸桶で/iː, ɪː, uː, eː, ëː, oː, aː/の7つ、中・南部の塩道・阿伝・上嘉鉄・坂嶺・湾・荒木で/iː, uː, eː, oː, aː/の5つである。
子音音素は、小野津・志戸桶の場合、/p, b, m, t, tʔ, d, tsʔ, tɕ, s, z, n, ɾ, j, k, kʔ, g, ŋ, w, ʔ, h/が認められる。喜界島方言では、語頭で喉頭化子音（tʔ、kʔ、mʔ）と非喉頭化子音（t、k、m）の対立がある。語中では対立はなく、普通は喉頭化音で出現する。以下では語中のʔは省略して表記している。

### 日本語との対応
北部の小野津・志戸桶では、日本語のエ段母音に対しɪが対応し、iと区別されている（小野津方言の例：miː「実」、mɪː「目」）。一方、中・南部では区別なく、iに合流している（miː「実」「目」）。ただしナ行では、中里・湾・荒木でもネに対しnɪが現われる。また、喜界島全域で日本語のニに対応する子音は口蓋化してnʲとなっている。すなわち「荷」「鬼」などのニに対しては全域でnʲiが現われ、「根」「胸」などのネに対しては小野津・志戸桶・中里・湾・荒木でnɪ、塩道・阿伝・上嘉鉄・坂嶺でniが現われ、区別されている。
日本語のオ段母音とウ段母音は、喜界島方言でuに合流している。喜界島方言のe、ë、oは、ほとんどの場合、長母音として現れる。歴史的には連母音が融合したもので、eː、ëːはai、aeから、oːはau、aoから来ている場合が多い（小野津方言の例：pëː「蠅」、neː「苗」、soːdeː「竿竹」）。seː「酒」、deː「竹」という例もあるが、これは語中のkが脱落した後にaeが融合したものである。
ハ行子音は、北部の小野津・志戸桶と中部の塩道・坂嶺・阿伝ではpが現われる。ただし閉鎖性は弱く、[ɸ]（無声両唇摩擦音）が現われることもある。南部の湾・上嘉鉄などではhが現われる。
日本語のカ行のうち、キは、北部の小野津・志戸桶ではkʔiであるが、中・南部では口蓋化してtɕi/tʃi/tʃʔiとなっている（塩道方言の例：tʃʔimu「肝」）。クは、各地でkʔuが対応している。一方、語頭のカ、ケ、コの子音はhとなる場合がある（iの前でç、uの前でɸとなる場合もある。阿伝方言の例：hata「肩」、çiː「毛」、huɕi「腰・後ろ」）。また主に北部で、語中のガ行子音に鼻音ŋが現われるが、中・南部では鼻音の衰退が進んでいる。また語によってはギがni/nʲiとなっている（志戸桶方言の例：kʔunʲi「釘」）。
琉球語の多くの方言では、日本語のス、ツ、ズ（ヅ）に対応する母音が中舌母音またはiとなっているが、喜界島方言ではuを保持している。ツは、喜界島ではtʔuまたはtsʔuが対応している。同一地区でもtʔuとtsʔuとで揺れているが、小野津・志戸桶・中里などではtsʔu、塩道・湾などでtʔuとなることが多い。トに対応する拍はtuなので、ツと区別されるが、tʔuの喉頭化が弱まっている場合もあり、その場合は区別しにくい。
ザ行子音は、塩道・阿伝・上嘉鉄・湾などではdとなっている（阿伝方言の例：ʔada「あざ」、tɕidu「傷」）。これらの地域では、ジがdʒi/dʑi/ʑiで、ズがduで、ゼがdiで現れており、*z>dの変化が*e>iより先に起きたと考えられる。一方、小野津・志戸桶・坂嶺・荒木ではザ行子音はz、dz、ʑ、dʑといった音声で現れる。
日本語のチにはtɕi/tʃi/tʃʔiが対応する。テはtɪまたはtiであり、チとテの区別は保たれている。
リは、湾・花良治ではriであるが、塩道などではrを脱落させてiとなる傾向がある（塩道方言の例：tui「鳥」）。

## 文法
以下、志戸桶方言の用言の活用について解説する。

### 動詞

#### 語幹
志戸桶方言の動詞活用を整理すると、基本語幹、連用語幹、派生語幹、音便語幹の4種の語幹に活用語尾が付いていることが分かる。語幹を頭語幹と語幹末に分け、動詞の種類ごとに語幹末の交替を整理すると、下記の通りである。○印は語幹末や活用語尾として何も付かないことを表している。
| 日本語 | 頭語幹 | 語幹末   | 語幹末   | 語幹末   | 語幹末   |
| 日本語 | 頭語幹 | 基本語幹 | 連用語幹 | 派生語幹 | 音便語幹 |
| ------ | ------ | -------- | -------- | -------- | -------- |
| 書く   | ka     | k        | k        | kju      | tɕ       |
| 行く   | ʔi     | k        | k        | kju      | dʑ       |
| 漕ぐ   | ɸu     | ŋ        | ŋ        | ŋju      | dʑ       |
| 死ぬ   | ʃi     | ŋ        | ŋ        | ŋju      | dʑ       |
| 殺す   | ɸɪQ    | s        | s        | su       | tɕ       |
| 立つ   | ta     | t        | tɕ       | tɕu      | Qtɕ      |
| 飛ぶ   | tu     | b        | b        | bju      | d        |
| 結ぶ   | kʔuQ   | b        | b        | bju      | tɕ       |
| 眠る   | nɪQ    | b        | b        | bju      | t        |
| 読む   | ju     | m        | m        | mju      | d        |
| 取る   | tu     | r        | ○        | ju       | t        |
| 笑う   | waːraː | w        | ○        | ju       | t        |

| 日本語 | 頭語幹 | 語幹末   | 語幹末   | 語幹末   | 語幹末   |
| 日本語 | 頭語幹 | 基本語幹 | 連用語幹 | 派生語幹 | 音便語幹 |
| ------ | ------ | -------- | -------- | -------- | -------- |
| 見る   | mi     | r        | ○        | ju       | tɕ       |
| 蹴る   | çɪ     | r        | ○        | ju       | t        |

二類にはmijuɴ(見る)、çɪjuɴ(蹴る)のほかに、nijuɴ(煮る)、kʔijuɴ(着る、切る)、jijuɴ(坐る)、wɪːjuɴ(起きる)、ʔijuɴ(言う)が属す。（動詞の語形は終止形2で代表して示す。以下同じ。）
| 日本語 | 頭語幹 | 語幹末   | 語幹末   | 語幹末   | 語幹末   |
| 日本語 | 頭語幹 | 基本語幹 | 連用語幹 | 派生語幹 | 音便語幹 |
| ------ | ------ | -------- | -------- | -------- | -------- |
| 落ちる | kʔaɴt  | ir       | ○        | iju      | it       |
| 受ける | ʔuk    | ɪr       | ○        | ɪju      | ɪt       |

三類にはkʔaɴtijuɴ(落ちる)、ʔukɪjuɴ(受ける)のほかに、ʔaŋɪjuɴ(上げる)、ʔabɪjuɴ(呼ぶ)が属す。
| 日本語 | 頭語幹 | 語幹末   | 語幹末   | 語幹末   | 語幹末   |
| 日本語 | 頭語幹 | 基本語幹 | 連用語幹 | 派生語幹 | 音便語幹 |
| ------ | ------ | -------- | -------- | -------- | -------- |
| 居る   | wu     | r        | ○        | ○/ju     | t        |

四類にはwuɴ/wujuɴ(居る)のほかにʔaɴ/ʔajuɴ(有る)が属す。

#### 活用形
4種類の語幹に、それぞれ活用語尾が付いて活用形を成す。活用形ごとに、結びつく語幹と活用語尾が決まっている。その組み合わせは下表の通りである。
| 分類 | 語例   | 基本語幹 | 基本語幹 | 基本語幹 | 基本語幹 | 基本語幹 | 基本語幹 | 連用語幹 | 連用語幹  | 派生語幹 | 派生語幹 | 派生語幹 | 派生語幹 | 派生語幹 | 音便語幹 | 音便語幹  |
| 分類 | 語例   | 語幹     | 活用語尾 | 活用語尾 | 活用語尾 | 活用語尾 | 活用語尾 | 語幹     | 活用 語尾 | 語幹     | 活用語尾 | 活用語尾 | 活用語尾 | 活用語尾 | 語幹     | 活用 語尾 |
| ---- | ------ | -------- | -------- | -------- | -------- | -------- | -------- | -------- | --------- | -------- | -------- | -------- | -------- | -------- | -------- | --------- |
| 分類 | 語例   | 語幹     | 志向形   | 未然形   | 条件形   | 命令形   | 禁止形   | 語幹     | 連用形    | 語幹     | 終止形1  | 終止形2  | 連体形   | 準体形   | 語幹     | 接続形    |
| 一類 | 書く   | kak      | oː/a     | a        | ɪ        | ɪ        | u(na)    | kak      | i         | kakju    | i        | ɴ        | ɴ        | ○        | katɕ     | i         |
| 一類 | 取る   | tur      | oː/a     | a        | i        | i        | ※        | tu       | i         | tuju     | i        | ɴ        | ɴ        | ○        | tut      | i         |
| 二類 | 見る   | mir      | oː/a     | a        | i        | i        | ※        | mi       | i         | miju     | i        | ɴ        | ɴ        | ○        | mitɕ     | i         |
| 二類 | 蹴る   | çɪr      | oː/a     | a        | i        | i        | ※        | çɪ       | ɪ         | çɪju     | i        | ɴ        | ɴ        | ○        | çɪt      | i         |
| 三類 | 落ちる | kʔaɴtir  | oː/a     | a        | i        | i        | ※        | kʔaɴt    | i         | kʔaɴtiju | i        | ɴ        | ɴ        | ○        | kʔaɴtit  | i         |
| 三類 | 受ける | ʔukɪr    | oː/a     | a        | i        | i        | ※        | ʔuk      | ɪ         | ʔukɪju   | i        | ɴ        | ɴ        | ○        | ʔukɪt    | i         |
| 四類 | 居る   | wur      | oː/a     | a        | i        | i        | ※        | wu       | i         | wu       | i        | ɴ        | ɴ/iɴ     | ○        | wut      | i         |
| 四類 | 居る   |          |          |          |          |          |          |          |           | wuju     | i        | ɴ        |          |          |          |           |

※基本語幹の末尾がrになる動詞では、禁止形はrがɴに変わる。例えばtuɴna(取るな)、miɴna(見るな)など。
上記以外の活用をする動詞として、suɴ(する)、kjuːɴ(来る)がある。
未然形には、ɴ(否定)、suɴ(-せる)、riɴ(-れる)、ba(-ば)が付く。例えば、kakaɴ(書かない)、waraːwariɴ(笑われる)など。
連用形には、tui busa(取りたい)、kaki jassaɴ(書きやすい)、kaki ɴnja ʔikjuɴ(書きに行く)のような用法がある。
連体形は、表に示したkakjuɴ(書く)、mijuɴ(見る)、ʔukɪjuɴ(受ける)などのほかに、kakiːɴ、miːɴ、ʔukɪiɴのような形式も現れる。
準体形には、mɪ(か。尋ね)やsu(の。準体助詞)が付く。例えばda ŋa tuju mɪ(君が取るか)、ssa tuju su na(草を取るのか)など。
接続形は、「書いて」「見て」のような意味を表すほか、「書いた」「した」のような過去の意味を表す場合がある。また、接続形にwuɴが付いて「-ている」、ʔaɴが付いて「-た」「-てある」の意味を表す派生形式が生じている。それぞれの活用形の一部を表に示す。
|            | 連用形  | 終止形1 | 終止形2 | 連体形  |
| ---------- | ------- | ------- | ------- | ------- |
| 書いている | katɕiui | katɕuːi | katɕuːɴ | katɕiuɴ |
| 書いた     | katɕai  | katɕai  | katɕaɴ  | katɕaɴ  |
| 書いてある | katɕiai | katɕeːi | katɕeːɴ | katɕeːɴ |

### 形容詞
奄美・沖縄方言の形容詞は、連用形を除いて、語幹に「さあり」が付いた形から派生しており、ほとんど動詞ʔaɴ(ある)と同じ活用をする。志戸桶方言の形容詞活用は、表のように2種類に分かれる。
|      |        | 語幹  | 連用形1 | 未然形   | 条件形   | 連用形2 | 終止形1 | 終止形2 | 連体形 | 準体形 | 接続形 |
| ---- | ------ | ----- | ------- | -------- | -------- | ------- | ------- | ------- | ------ | ------ | ------ |
| 一類 | 暑い   | ʔatsu | ku      | sara(ba) | sari(ba) | sa      | sai     | saɴ     | saɴ    | sa     | sati   |
| 二類 | 珍しい | mɪdda | ɕiku    | sara(ba) | sari(ba) | sa      | sai     | saɴ     | saɴ    | sa     | sati   |

ただ、二類の連用形1にmɪddakuのような形も現れる場合があり、一類と二類の区別は失われつつある。